# Albert Bittner
Albert Bittner (* 27. September 1900 in Nürnberg; † 7. August 1980 in Hamburg) war ein deutscher Dirigent und Generalmusikdirektor.

## Leben
Bittner besuchte das Realgymnasium und das Konservatorium Nürnberg und absolvierte ein privates Musikstudium bei August Scharrer und Richard Lert. Er begann seine Laufbahn als 2. Kapellmeister am Reußischen Theater Gera (1923–1929), das in den Zwanziger Jahren aufgrund seiner Spielplans zu den „avanciertesten“ Theatern im Deutschen Reich gehörte und viele prominente Künstler anzog.
Von 1929 bis 1932 war er Solorepetitor an der Staatsoper Berlin und Assistent von Otto Klemperer und Korrepetitor an der Berliner Krolloper. In der Spielzeit 1932/33 war er anschließend Erster Kapellmeister am Stadttheater, wo er auch zum 6. März 1933 der NSDAP beitrat (Mitgliedsnummer 1.517.656). Ab 1933 übernahm er als Landesmusikdirektor das Oldenburgische Staatsorchester. 1936 wurde Bittner Städtischer Musikdirektor und Musikalischer Leiter des Opernhauses in Essen und leitete die Essener Philharmoniker. Im Saalbau Essen brachte er u. a. die 2. Sinfonie von Ernst Pepping zur Uraufführung (7. Februar 1943). Am 19. Juni 1940 dirigierte er zum ersten Mal die Berliner Philharmoniker. Von Albert Bittner existiert ein Fotoporträt des Fotografen Albert Renger-Patzsch in seinem Nachlass-Archiv, Pinakothek der Moderne, München – außerdem ist er auf einer Gruppenaufnahme des Musikvereins Essen von 1936 mit seiner Frau zu sehen.
Von 1943 bis kurz nach Kriegsende war er interimistischer „Musikalischer Oberleiter“ der Hamburgischen Staatsoper. Er dirigierte auch die ersten Sinfoniekonzerte des Philharmonischen Orchesters Hamburg nach dem Zweiten Weltkrieg.
1945–1955 war er Generalmusikdirektor am Staatstheater Braunschweig. 1955–1965 wirkte er als Kapellmeister („1. Dirigent“) an der Hamburgischen Staatsoper. Dort betreute er zahlreiche Werke über mehrere Spielzeiten hinweg und dirigierte außerdem La Traviata in der Felsenstein-Inszenierung. Außerdem brachte er eine Reihe wichtiger Premieren heraus, u. a. Irische Legende von Werner Egk, Die Schule der Frauen von Liebermann/Strobel, Dimitrij von Dvořák/Marie Červinková-Riegrová  und Die Heimkehr (szenische Uraufführung 1955) von Marcel Mihalovici zur Erst- und Uraufführung.
Bittner leitete als Gast auch nach seinem Ausscheiden noch einige Opernvorstellungen in der Staatsoper. Anlässlich seines 70. Geburtstags dirigierte er im September 1970 eine Aufführung der Mozart-Oper Die Zauberflöte; dies war auch zugleich sein letzter Auftritt am Pult des Orchesters der Hamburgischen Staatsoper.
Außerdem dirigierte er die deutsche Erstaufführung der Oper Die Liebe zu den drei Orangen (1950) und die Uraufführung der Oper Die Feuerprobe von Kurt Stiebitz (1953, Staatstheater Braunschweig). Als Gastdirigent leitete er u. a das SWF Baden-Baden und das Radiosymphonieorchester Beromünster/Zürich.
Nach seinem Ausscheiden aus der Hamburgischen Staatsoper unterrichtete er an der Musikhochschule Hamburg, wo er eine Dirigierklasse innehatte. Zu seinen Schülern zählen Wilhelm Kaiser-Lindemann und Manfred Trojahn.